# Aeroportul Municipal Pocahontas
Aeroportul Municipal Pocahontas (IATA: POH, ICAO: KPOH, FAA LID: POH) este un aeroport din Comitatul Pocahontas, Iowa, Statele Unite ale Americii.
Situat la o altitudine de 373,38 m, aeroportul dispune de o singură pistă.